# Angelina di Marsciano
Angelina di Marsciano detta anche da Montegiove, ed erroneamente da Marsciano o da Corbara (Montegiove, 1357 – Foligno, 14 luglio 1435) è stata una religiosa italiana.

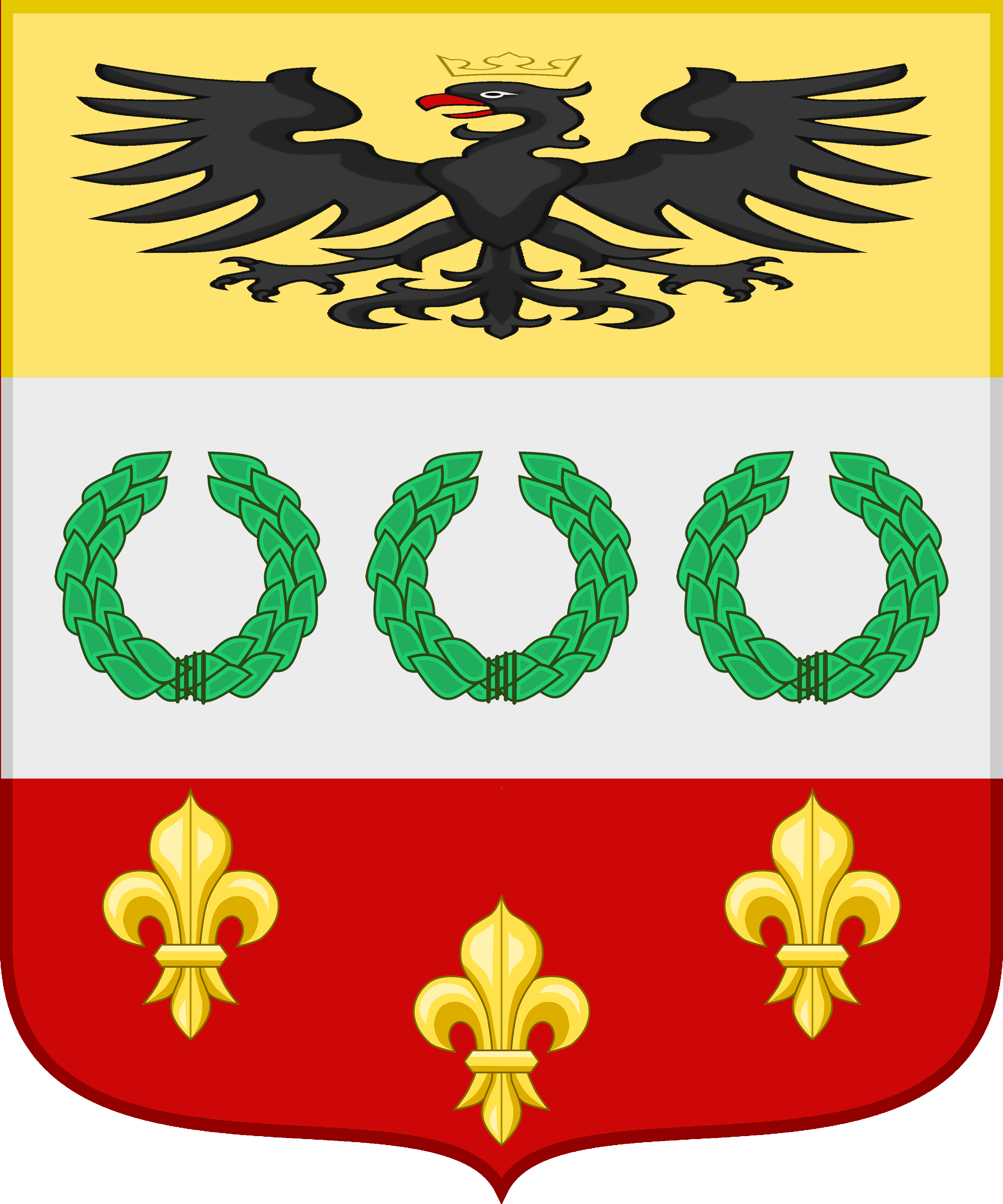
Stemma Di Marsciano

Fondatrice del Terz'Ordine Francescano Regolare, è stata beatificata da papa Leone XII.

## Biografia
Angelina nasce a Montegiove, in Umbria, nel 1357 da Giacomo dei Conti di Marsciano e da Alessandra Salimbeni.
Angelina è considerata la fondatrice del Terzo Ordine Regolare di San Francesco. Ella infatti fu la prima ad ottenere nel 1403 da Bonifacio IX l'autorizzazione a vivere in comune, senza clausura, professando la Regola di Papa Nicolò IV.
Fondatrice, insieme al beato Paoluccio Trinci, del monastero di Sant'Anna in Foligno, promosse l'osservanza al femminile. Ella seppe dare una sua particolare lettura all'ideale francescano, accanto a Santa Chiara e non in opposizione a lei.
Un segno iconografico ricorrente nella raffigurazione di Angelina è il fuoco nel grembo, nel cuore, nella mano. Questo fuoco che ardeva nella contemplazione e nella carità fraterna si era acceso tra le ceneri di una giovinezza consumata nella sofferenza e nelle contraddizioni. Orfana di padre dalla nascita perse a sei anni la mamma e, successivamente, i tre fratelli. Queste sofferenze non la fecero chiudere nel dolore, ma la maturarono generando in lei apertura a Dio e al prossimo: la contessa divenne la “povera del Signore”, la sorella di tutti.
Le Costituzioni antiche individuano tre pilastri nella sua spiritualità: la preghiera come luogo dell'incontro con il Dio dell'amore; la vita fraterna sempre da costruire nella semplicità, nel rispetto del lineamento di ogni sorella, nel perdono e nell'unità; la vicinanza ai fratelli nel mondo come presenza e sostegno.
Nella sua lunga vita intensa fu la sua attività. Il mondo religioso femminile del secolo XV la vide sua interprete e guida carismatica. Si costituì così una Federazione di Fraternità nell'Italia centrale, riconosciuta da Papa Martino V nel 1428, della quale Angelina fu ministra generale fino alla sua morte.
Morta a Foligno il 14 luglio 1435, qui fu sepolta, nella chiesa di San Francesco. Nel 2010 le sue Spoglie sono state traslate nel Monastero di Sant'Anna, il primo da lei fondato, ove sono venerate dalle sue consorelle.

## Culto
Leone XII l'8 marzo 1825 promulgò la conferma del culto.
Il suo elogio si legge nel Martirologio romano al 14 luglio:

## Approfondimenti
- La Contessa con gli zoccoli, Anna Clotilde Filannino, Edizioni Porziuncola, Assisi, 2006 ISBN 88-270-0580-3
- Il giglio e il fuoco. Origine e sviluppo del Monastero di S. Anna a Foligno, V. Cruciani, Foligno 2001
- La Beata Angelina dei Conti di Marsciano e le sue fondazioni, in Anacleta, TORXV/135, Anna Clotilde Filannino, 1982
- Ferdinando Ughelli, Albero et istoria della famiglia dè conti di Marsciano, Roma 1667.
- Una dinastia feudale dell'Italia centrale: i conti di Marsciano (secoli X-XX), Augusto Ciuffetti, Marsciano 2006